# Axemusic Tour
AXEMUSIC Tour é a uma turnê da cantora Claudia Leitte em carreira solo. A turnê tem o intuito de promover o álbum AXEMUSIC - Ao Vivo. A turnê teve seu início no dia 31 de dezembro de 2013 no Réveillon de Jaboatão dos Guararapes.

## Sinopse

### 1.ª etapa
A primeira etapa da turnê ocorreu de 1 de janeiro de 2014 à 14 de junho de 2014. Durante a primeira etapa, Claudia Leitte usou os mesmos figurinos que foram usados pela mesma na gravação do álbum AXEMUSIC - Ao Vivo. Na abertura do show, foi usado o mesmo elevador da gravação do AXEMUSIC - Ao Vivo, porém ele não serviu de elevador. Foi apenas usado como plataforma, onde ficava em cima de uma escada. Claudinha Bagunceira foi a canção de abertura.

### 2.ª etapa
A segunda etapa se iniciou no dia 21 de junho de 2014, sendo o primeiro show de Claudia Leitte após a abertura da Copa do Mundo FIFA 2014. Nessa etapa, Claudia acrescentou dois figurinos novos a turnê: o mesmo figurino usado na gravação do videoclipe de We Are One (Ole Ola) e o mesmo figurino usado pela mesma na abertura da Copa do Mundo. Na abertura dessa etapa é exibido parte do videoclipe de We Are One (Ole Ola). Ao chegar na parte de Claudia na canção, o telão se abre ao meio. Claudia aparece cantando um trecho Aquarela do Brasil ao abrir do telão, em seguida canta sua parte de We Are One (Ole Ola).

## Repertório
1. "Claudinha Bagunceira"
2. "Cai Fora" / "Amor à Prova" / "Eu Fico"
3. "Beijar Na Boca" / "Insolação do Coração"
4. "Faz Um"
5. "Largadinho"
6. "Tarraxinha"
7. "Fulano in Sala"
8. "Amor Perfeito"
9. "Pensando Em Você"
10. "Doce Paixão"
11. "Famo$a (Billionaire)" / "O Samba da Minha Terra"
12. "Lirirrixa"
13. "Pancadão Frenético"
14. "Caranguejo" / "Safado, Cachorro, Sem-vergonha"
15. "Amor Toda Hora"
16. "Dia da Farra e do Beijo"
17. "Artemanha"
18. "Seu Ar"
19. "Quer Saber?"
20. "Bizarre Love Triangle" / "A Camisa e o Botão"
21. "Bola de Sabão" (versão acústica)
22. "Dekolê"
23. "Turbina"
24. "Exttravasa"
25. "Claudinha Bagunceira" (encore)

1. "We Are One (Ole Ola)" / "Aquarela do Brasil"
2. "Faz Um"
3. "Exttravasa"
4. "Claudinha Bagunceira"
5. "Cai Fora" / "Amor à Prova" / "Eu Fico"
6. "Beijar Na Boca" / "Insolação do Coração"
7. "Largadinho"
8. "Tarraxinha"
9. "Fulano in Sala"
10. "Pensando Em Você"
11. "Amor Perfeito"
12. "Seu Ar"
13. "Artemanha"
14. "Prece"
15. "Bizarre Love Triangle" / "A Camisa e o Botão"
16. "Famo$a (Billionaire)" / "O Samba da Minha Terra"
17. "Lirirrixa"
18. "Pancadão Frenético"
19. "Caranguejo" / "Safado, Cachorro, Sem-vergonha"
20. "Amor Toda Hora"
21. "Dia da Farra e do Beijo"
22. "Dekolê"
23. "Bola de Sabão" (versão acústica)

## Datas
| Data                    | Cidade                  | Estado            | Extra                                | Tipo           | Público  |
| ----------------------- | ----------------------- | ----------------- | ------------------------------------ | -------------- | -------- |
| Brasil                  |                         |                   |                                      |                |          |
| 1 de janeiro de 2014    | Jaboatão dos Guararapes | Pernambuco        | Estreia da turnê                     | Palco          | +700.000 |
| 4 de janeiro de 2014    | Guarapari               | Espírito Santo    | Multiplace Mais                      | Palco          |          |
| 10 de janeiro de 2014   | São Sebastião           | São Paulo         |                                      | Palco          |          |
| 11 de janeiro de 2014   | Tamandaré               | Pernambuco        | Tamandaré Fest                       | Palco          |          |
| 12 de janeiro de 2014   | Paraíba                 | Pernambuco        | Fest Verão Paraíba                   | Palco          |          |
| 25 de janeiro de 2014   | Aracaju                 | Sergipe           | Bloco Largadinho - Pré Cajú          | Trio Elétrico  |          |
| 31 de janeiro de 2014   | Salvador                | Bahia             | Festival de Verão de Salvador        | Palco          |          |
| 15 de fevereiro de 2014 | Recife                  | Pernambuco        | Bel Masqué                           | Palco          |          |
| 16 de fevereiro de 2014 | Olinda                  | Pernambuco        | Virgens Abraça Brasil                | Palco          | +800.000 |
| 20 de fevereiro de 2014 | Caxias do Sul           | Rio Grande do Sul | Festa da Uva                         | Palco          |          |
| 23 de fevereiro de 2014 | Olinda                  | Pernambuco        | Olinda Beer                          | Palco          |          |
| 27 de fevereiro de 2014 | Salvador                | Bahia             | Camarote Brahma                      | Pocket Show    |          |
| 28 de fevereiro de 2014 | Salvador                | Bahia             | Bloco Cocobambu                      | Carnaval       |          |
| 1 de março de 2014      | Salvador                | Bahia             | Bloco Largadinho                     | Carnaval       |          |
| 2 de março de 2014      | Salvador                | Bahia             | Bloco Largadinho                     | Carnaval       |          |
| 3 de março de 2014      | Salvador                | Bahia             | Bloco Largadinho                     | Carnaval       |          |
| 4 de março de 2014      | Salvador                | Bahia             | Pool Party no Hotel Claudia Leitte   | Pocket Show    |          |
| 7 de março de 2014      | Porto Seguro            | Bahia             | Carnaporto                           | Trio Elétrico  |          |
| 5 de abril de 2014      | Ribeirão Preto          | São Paulo         | Carnabeirão                          | Trio Elétrico  |          |
| 5 de abril de 2014      | São Paulo               | São Paulo         | Gravação do Altas Horas              | Programa de TV |          |
| 8 de abril de 2014      | São Paulo               | São Paulo         | Hoje em Dia                          | Programa de TV |          |
| 12 de abril de 2014     | Rio de Janeiro          | Rio de Janeiro    | Arena Pop                            | Palco          |          |
| 19 de abril de 2014     | Guarapari               | Espírito Santo    |                                      | Palco          |          |
| 20 de abril de 2014     | Capitólio               | Minas Gerais      | Escarpas Folia                       | Palco          |          |
| 21 de abril de 2014     | Maricá                  | Rio de Janeiro    | Tubarão Folia                        | Palco          |          |
| 3 de maio de 2014       | Torres                  | Rio Grande do Sul | Festa do Balonismo                   | Palco          |          |
| 8 de maio de 2014       | Belo Horizonte          | Minas Gerais      | Palco BH FM                          | Pocket Show    |          |
| 9 de maio de 2014       | Teófilo Otoni           | Minas Gerais      | Teofolia                             | Trio Elétrico  |          |
| 10 de maio de 2014      | Lençóis Paulista        | São Paulo         | Facilpa                              | Palco          |          |
| 14 de maio de 2014      | Maringá                 | Paraná            | Expoingá                             | Palco          |          |
| 28 de maio de 2014      | São Paulo               | São Paulo         | Esquenta Brasil - Rádio Transamérica | Palco          |          |
| 6 de junho de 2014      | Araguari                | Minas Gerais      | Araguari Fest Folia                  | Trio Elétrico  |          |
| 7 de junho de 2014      | Rio Verde               | Goiás             | Rio Verde Folia                      | Trio Elétrico  |          |
| 14 de junho de 2014     | Patos de Minas          | Minas Gerais      | Fenamilho                            | Trio Elétrico  |          |
| 21 de junho de 2014     | Arcoverde               | Pernambuco        |                                      | Palco          | +40.000  |
| 22 de junho de 2014     | Limoeiro                | Pernambuco        |                                      | Palco          | +80.000  |
| 28 de junho de 2014     | São Paulo               | São Paulo         | Casa Pelé - Estádio Morumbi          | Palco          |          |
| 3 de julho de 2014      | Itaguaí                 | Rio de Janeiro    | Expo Itaguaí                         | Palco          |          |
| 5 de julho de 2014      | Juiz de Fora            | Minas Gerais      | Carnafacul                           | Trio Elétrico  |          |
| 9 de julho de 2014      | São Paulo               | São Paulo         | FIFA Fã Fest                         | Palco          |          |
| 18 de julho de 2014     | Santa Bárbara           | Minas Gerais      | Torneiro Leiteiro                    | Palco          |          |
| 19 de julho de 2014     | São Gotardo             | Minas Gerais      |                                      | Palco          |          |
| 20 de julho de 2014     | Nova Lima               | Minas Gerais      |                                      | Palco          |          |
| 24 de julho de 2014     | Fortaleza               | Ceará             | Fortal                               | Trio Elétrico  |          |
| 26 de julho de 2014     | Macaé                   | Rio de Janeiro    | 35.ª Exposição Agropecuária de Macaé | Palco          | +20.000  |
| 3 de agosto de 2014     | São Lourenço da Mata    | Pernambuco        |                                      | Palco          |          |